# Phymorhynchus major
Phymorhynchus major là một loài ốc biển, là động vật thân mềm chân bụng sống ở biển trong họ Conidae.